# Pezzaze
Pezzaze (lombardul: Pezàze) település Olaszországban, Lombardia régióban, Brescia megyében. Lakosainak száma 1445 fő (2023. január 1.). Pezzaze Artogne, Bovegno, Pisogne, Marmentino és Tavernole sul Mella községekkel határos.

## Népesség
A település lakossága az elmúlt években az alábbi módon változott:
| Lakosok száma | 1503 | 1504 | 1445 |
|               | 2017 | 2018 | 2023 |